# Martin Hirsch
Pour les articles homonymes, voir Hirsch.
Martin Hirsch, né le 6 décembre 1963 à Suresnes, est un haut fonctionnaire français.
Président de l'Agence du service civique, d'Emmaüs France et de l'Agence nouvelle des solidarités actives, il est nommé haut-commissaire aux Solidarités actives contre la pauvreté au sein du deuxième gouvernement Fillon en 2007, poste qu'il cumule avec celui de haut-commissaire à la Jeunesse à partir de 2009 avant de quitter le gouvernement au printemps 2010. Il est directeur général de l'Assistance publique - Hôpitaux de Paris (AP-HP) de 2013 à 2022 et poursuit une carrière de vice-président exécutif dans le privé entre 2022 et 2024, avant de réintégrer le Conseil d'État le 15 juillet 2024.

## Biographie

### Origines et études
Le père de Martin Hirsch, Bernard Hirsch (1927-1988), un juif laïque engagé très tôt dans la Résistance, est directeur de l'École nationale des ponts et chaussées. Sa mère, Catherine Pécaut, est bibliothécaire. Son grand-père, Étienne Hirsch (1901-1994), un ancien commissaire général au Plan, est également résistant.
Martin Hirsch commence des études de médecine après son baccalauréat en 1981 et entre grâce à une passerelle à l'École normale supérieure en 1983, où il poursuit des études de biologie. Après cinq années d'études de biologie à la faculté Cochin-Port Royal, il obtient un DEA de neurobiologie. Admis à l'École nationale d'administration (ENA) en 1986 via le concours sur titres réservé aux normaliens, il y suit sa scolarité à partir de 1988 après son année de service militaire (promotion Jean Monnet) et, à sa sortie en 1990, entre au Conseil d'État.

### Carrière professionnelle
Promu maître des requêtes en 1993, il devient alors conseiller juridique à la Caisse nationale de l'assurance maladie des travailleurs salariés (CNAMTS) (1990-1992), puis au ministère de la Santé et de l'Action humanitaire (1992-1993).
Il est ensuite secrétaire général adjoint du Conseil d'État (1993-1995), puis revient à sa première orientation en prenant la direction de la Pharmacie centrale des Hôpitaux de Paris (rebaptisée Agence générale des équipements et produits de santé en 2001), à l'Assistance publique - Hôpitaux de Paris (1995). Il enseigne parallèlement à l'Institut d'études politiques de Paris entre 1990 et 1997 et à l'ENA en 1994.
Président de l'Union centrale de communautés Emmaüs (UCC) de 1995 à 2002, il devient président d'Emmaüs France en mai 2002 et démissionne le 18 mai 2007, pour assurer l'indépendance du mouvement Emmaüs, à la suite de sa nomination au poste de haut-commissaire aux Solidarités actives contre la pauvreté dans le gouvernement François Fillon.
En 1997, il entre en politique en devenant directeur du cabinet de Bernard Kouchner au secrétariat d'État à la Santé et à l'action sociale, et conseiller chargé de la santé au cabinet de Martine Aubry au ministère de l'Emploi et de la Solidarité. C'est parmi les « Kouchner Boys » qu'il côtoie Jérôme Salomon.
Deux ans plus tard, il est nommé directeur général de l'Agence française de sécurité sanitaire des aliments (Afssa), fonction qu'il occupe jusqu'en 2005, ne souhaitant pas renouveler son mandat. À cette date, il réintègre le Conseil d'État et devient conseiller d'État en 2006.
En janvier 2006, il fonde avec Benoît Génuini l'Agence nouvelle des solidarités actives et en devient président puis directeur général. Cette agence a pour but de mettre en œuvre des actions locales de lutte contre la pauvreté, en partenariat avec les pouvoirs publics et les entreprises.
Il est aussi vice-président de l'Association pour la recherche sur le cancer (ARC), membre du comité consultatif de la Haute Autorité de lutte contre les discriminations et pour l'égalité (HALDE) depuis 2005, administrateur de l'Agence européenne des médicaments, membre du forum de l'Autorité européenne de sécurité des aliments et du Conseil national des politiques de lutte contre la pauvreté et l'exclusion sociale (CNLE).
Au printemps 2007, quelques jours seulement après être apparu à un meeting de Ségolène Royal, il se rapproche finalement de Nicolas Sarkozy, qu'il tutoie très vite.

#### Haut-commissaire

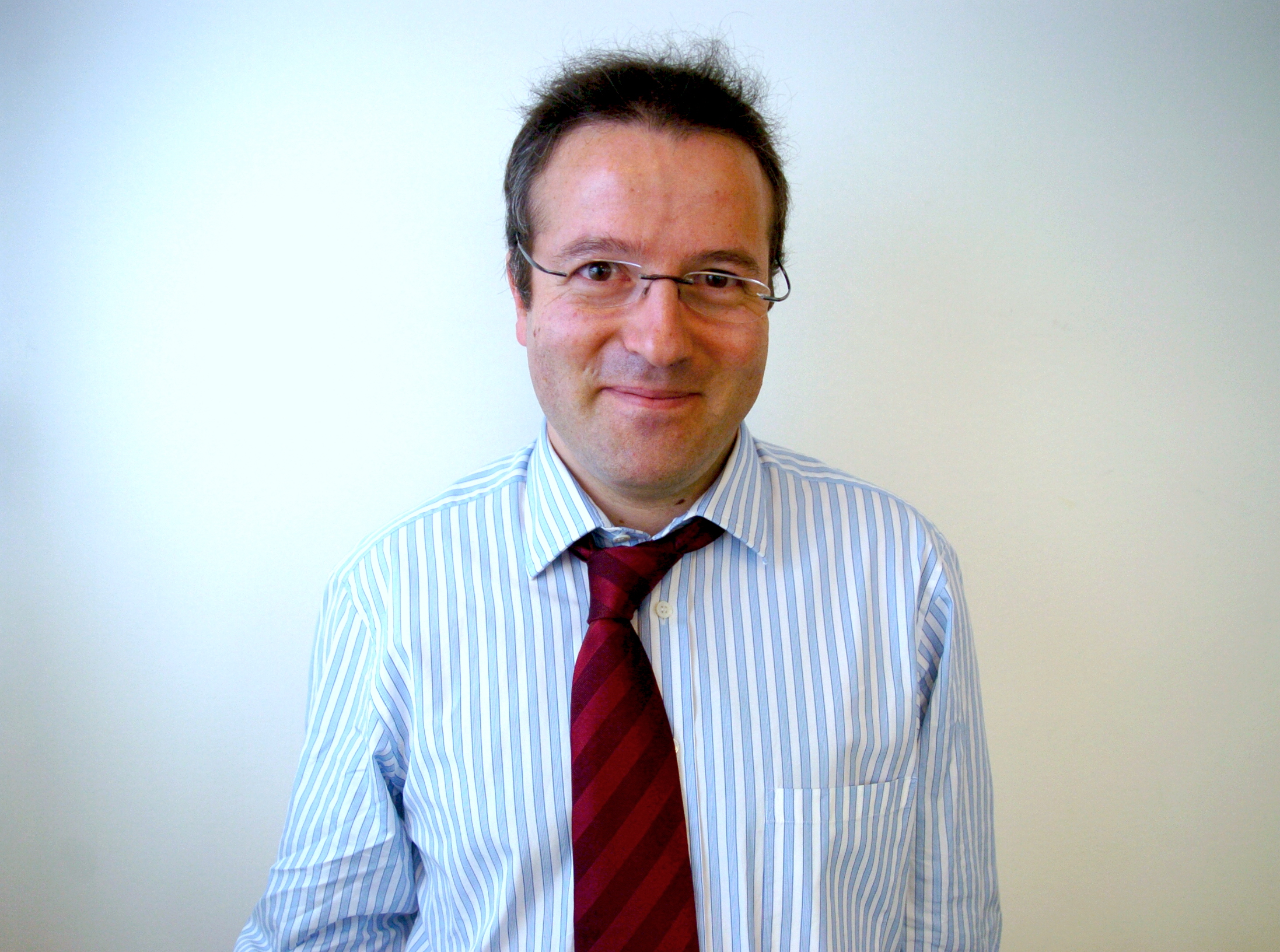
Martin Hirsch, haut-commissaire aux Solidarités actives contre la pauvreté, le 9 janvier 2008 à Paris.

Nommé haut-commissaire aux Solidarités actives contre la pauvreté dans le premier gouvernement Fillon le 18 mai 2007, il exerce des fonctions proches de celles d'un secrétaire d'État tout en étant rattaché directement au Premier ministre et donc sans dépendre d'un ministre de tutelle. Il désire « sortir de la dichotomie entre une gauche qui défendrait l'assistanat et une droite qui s'est arrogé le monopole de l'effort ». Il est à l'origine du revenu de solidarité active (RSA), qui remplace le revenu minimum d'insertion (RMI), inscrit dans le programme du candidat à la présidence Sarkozy et qu'il met en place après une expérimentation dans quatorze départements. Cinq ans après son lancement, cette prestation est décrite dans Le Figaro comme un échec, faute d'avoir atteint ses objectifs : elle n'aurait permis qu'à 151 000 personnes de franchir le seuil de pauvreté en cinq ans, sur une population de deux millions de personnes, et n'aurait amélioré le taux de retour à l'emploi que de 9 %,.
Le 12 janvier 2009, il est nommé haut-commissaire à la Jeunesse aux dépens de Bernard Laporte qui voit ses attributions réduites. Il cumule cette fonction avec la précédente jusqu'à son départ du gouvernement. Dans ce cadre, il présente le 6 juillet 2009 un « Livre vert sur la jeunesse », qui prépare un Plan jeunes annoncé le 29 septembre 2009.
Le 22 mars 2010, au lendemain des élections régionales, il quitte le gouvernement pour l'Agence du service civique, dont il avait précédemment piloté la création. Il en devient président le 14 mai.

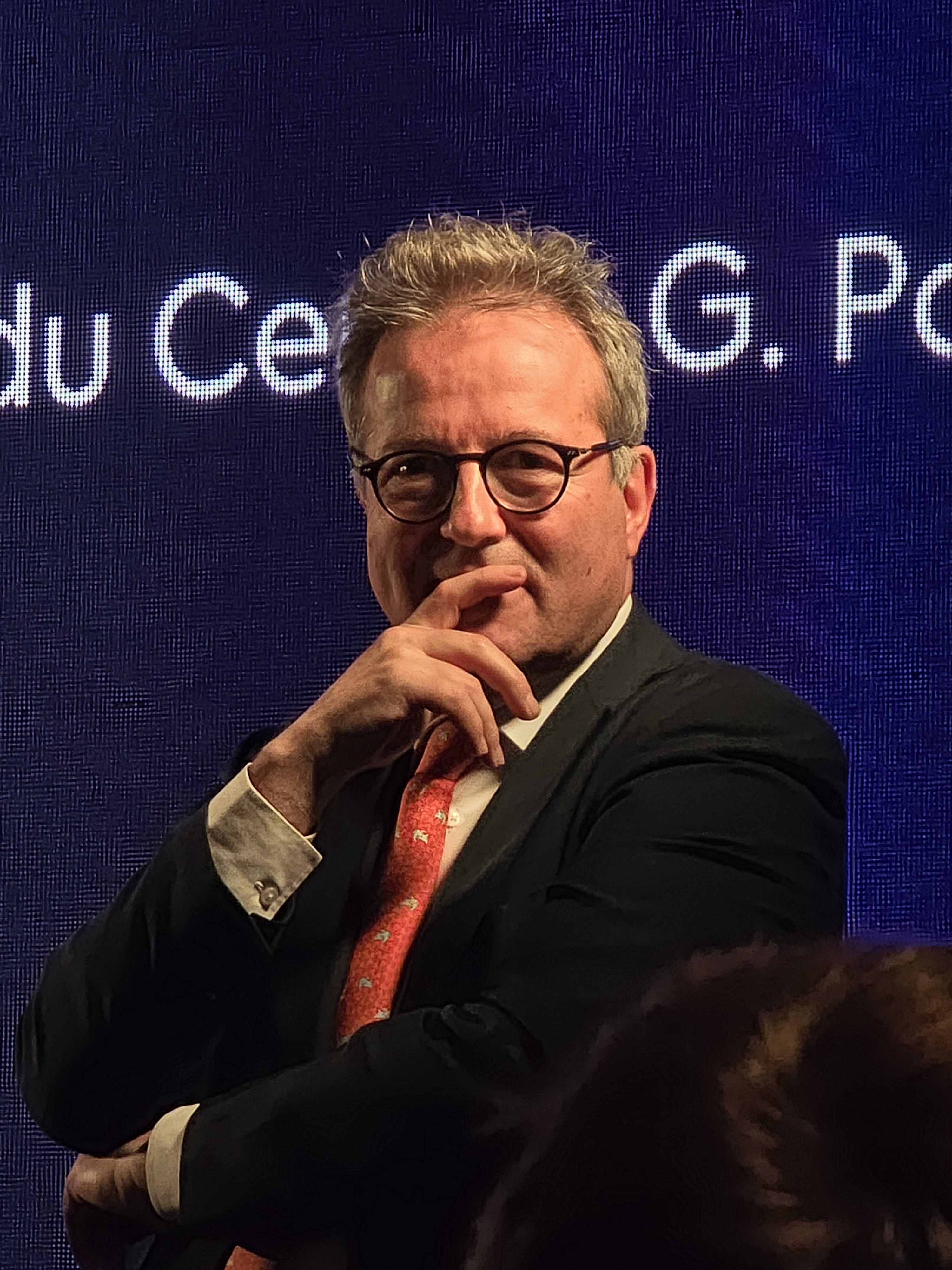
Martin Hirsch lors d'un événement de l'Institut de l'engagement en 2024.

Il crée l'Institut de l'Engagement en 2012, association pour aider des volontaires sélectionnés à développer et consolider les qualités révélées pendant le service civique. Il en assure toujours la présidence aujourd'hui.
À l'occasion de l'élection présidentielle de 2012, il annonce qu'il votera pour François Hollande.

#### Directeur général de l'Assistance publique - Hôpitaux de Paris (AP-HP)
Le 13 novembre 2013, il est nommé par décret directeur général de l'Assistance publique - Hôpitaux de Paris (AP-HP), en remplacement de Mireille Faugère,. lI est alors remplacé par François Chérèque à la présidence de l'Agence du service civique.
En 2015, il réforme le temps de travail contre la position des syndicats, excepté la CFDT : les soignants perdent de deux à six jours de RTT par an. Il réorganise en juillet 2019 l'AP-HP en six groupes hospitalo-universitaires et lance la construction d'un nouveau siège, au sein de l'Hôpital Saint-Antoine.
Martin Hirsch est par ailleurs coprésident de l'« Action Tank Entreprise et Pauvreté » et de la « Chaire Social Business » à HEC Paris depuis 2011. Il est également membre du « Groupe d'éminentes personnalités » auprès du Conseil de l'Europe de 2010 à 2011 et membre de la commission Bachelet de l'Organisation des Nations unies pour une protection sociale universelle de 2010 à 2012.
Le 17 juin 2022, il annonce son départ de la direction générale de l’AP-HP à la fin du mois dans une lettre adressée au personnel, estimant ne pas être en mesure d'éviter que l'hôpital ne retombe dans ses travers d'avant la pandémie de Covid-19 et regrettant de n'avoir pu construire « un modèle hospitalier différent de ce qu'il a été avant, plus proche de nos attentes et de nos ambitions à tous »,,.

#### Carrière dans le privé depuis 2022
En septembre 2022, il devient vice-président exécutif de Galileo Global Education, une entreprise privée d'enseignement supérieur. Il est chargé du développement des cursus en santé et de la création d'établissements scolaires, en particulier sur le continent africain et en Amérique du Sud,. Il réintègre le Conseil d'État le 15 juillet 2024.

#### Rôle dans la pandémie de Covid-19
Invité d'Europe 1 durant la pandémie de Covid-19, le 1er mars 2020, il déconseille l'usage de la chloroquine en traitement contre la Covid-19.
Le 25 mars 2020, il lance un appel à la réquisition des personnels soignants.
Le 29 juillet 2020, Didier Raoult porte plainte devant le procureur de la République de Paris pour dénonciation calomnieuse contre Martin Hirsch, qui l'a accusé d'avoir tenu des propos « [s'apparentant] à un faux témoignage » alors qu'il s'exprimait sous serment devant la commission d'enquête parlementaire sur la pandémie de Covid-19.
Le 17 décembre 2020, Martin Hirsch démet Christian Perronne de ses fonctions de chef de service des maladies infectieuses et tropicales à l'hôpital Raymond-Poincaré de Garches pour avoir tenu « des propos considérés comme indignes de la fonction qu'il exerce ». L’infectiologue aurait en effet affirmé que les malades du Covid-19 étaient « une aubaine financière pour les médecins ». L'AP-HP a également déposé plainte contre lui auprès du conseil départemental de l'Ordre des médecins. Cette décision fait suite à des avertissements et mesures prises à son encontre par plusieurs instances médicales,.

### Vie privée
Il est marié à Florence Noiville, journaliste et écrivaine, avec qui il a trois filles.

## Critiques
En 2019, le romancier Édouard Louis raconte dans Qui a tué mon père les conséquences concrètes de décisions politiques sur les plus pauvres, dont son père. Il cite alors Martin Hirsch et la création du RSA : Édouard Louis reproche au RSA, prévu comme « incitant à l'emploi », d'avoir accablé son père. Le système mis en place par Martin Hirsch conditionnait le versement des aides sociales à ce que son père accepte un emploi de balayeur, loin de chez lui et payé 700 euros par mois et ce, avec un « dos brisé » par un accident du travail précédent à l'usine. Martin Hirsch répond par un livre Comment j'ai tué son père dans lequel il défend sa mesure et son action politique.
Son action en tant que directeur général de l'AP-HP est contestée. L'urgentiste Christophe Prudhomme lui reproche d'avoir « supprimé des lits, fermé des hôpitaux, imposé une réorganisation du temps de travail... Son bilan : un hôpital délabré ». Pour l'urgentiste Gérald Kierzek, opposé à Martin Hirsch sur l'avenir de l'Hôtel-Dieu, « ceux qui ne le connaissent pas le prennent pour l'abbé Pierre. Ceux qui le connaissent pour Caligula ».
En janvier 2022, il provoque un tollé en s'interrogeant publiquement sur le maintien de la gratuité des soins pour les non-vaccinés lors de la pandémie de Covid-19.
En mai 2022, un collectif de médecins signe une tribune collective publiée dans Les Échos qui critique le bilan de Martin Hirsch à l'AP-HP, l'augmentation de l'endettement qui passe de 2,1 milliards d'euros en 2014 à 3,1 milliards d'euros en 2021, le retard de plusieurs grands projets dont le nouvel Hôtel-Dieu qui, annoncé pour 2020, devrait être inauguré en 2026, le fait que les postes vacants de personnels infirmiers n'ont jamais été aussi nombreux (1 400 début mai 2022), tout comme le nombre de lits fermés (entre 10 et 20 %), et le nombre de blocs opératoires à l'arrêt (30 %). Elle pointe du doigt un épaississement du « millefeuille administratif, déjà très pesant ». Ces lourdeurs administratives auraient pour conséquence un temps diminué auprès des patients du fait « des tâches administratives et de reporting inutiles ». Les auteurs de la tribune dénoncent enfin une recherche entravée « en raison de la complexité des processus bureaucratiques pour disposer des financements alloués par les tutelles ».

## Décorations
- Chevalier de la Légion d'honneur (2012)[36].
- Chevalier de l'ordre national du Mérite.

## Dans la culture
Martin Hirsch prête sa voix à un personnage de la saison 2 de la série animée Silex and the City sur Arte.

## Publications
- Les Enjeux de la protection sociale, Librairie générale de droit et de jurisprudence, 1993[N 2]
- L'Affolante Histoire de la vache folle, Éditions Balland, 1996 (avec Philippe Duneton)
- Ces peurs qui nous gouvernent, Éditions Albin Michel, 2002
- Manifeste contre la pauvreté, Oh ! Éditions, 2004 (avec la collaboration de l'abbé Pierre)
- La Pauvreté en héritage, Éditions Robert Laffont, 2006 (avec Sylvaine Villeneuve)
- La Chômarde et le Haut Commissaire : lettre ouverte à ceux qui pensent qu'il n'y a rien à faire !, Oh ! Éditions, 2008 (avec Gwenn Rosière)
- 50 droits contre l'exclusion, Dalloz, 2009 (avec la collaboration de l'Agence nouvelle des solidarités actives)
- Secrets de fabrication, Éditions Grasset, 2010
- Pour en finir avec les conflits d'intérêts, Éditions Stock, 2010
- Sécu : objectif monde. Le défi universel de la protection sociale, Éditions Stock, 2011
- La Lettre perdue. Les racines de l'engagement, Éditions Stock, 2012
- L'Abbé Pierre : « Mes amis, au secours », Éditions Gallimard, coll. « Découvertes Gallimard/Histoire » (no 583), 2012 (avec Laurent Desmard)
- Cela devient cher d'être pauvre, Éditions Stock, 2013
- Qu'est-ce que la gauche ?, Fayard, 2017 (ouvrage collectif)
- L'Hôpital à cœur ouvert, Éditions Stock, 2017
- Comment j'ai tué son père, Éditions Stock, 2019  (ISBN 978-2-234-08651-7)
- L'Énigme du nénuphar, Éditions Stock, 2020
- Les Solastalgiques, Éditions Stock, 2023